# 2012 UV177
2012 UV177, também escrito como 2012 UV177, é um troiano de Netuno que tem o mesmo período orbital que Netuno em seu ponto de Lagrange L4. Ele possui uma magnitude absoluta de 9,2 e tem um diâmetro com cerca de 64 km.

## Descoberta
2012 UV177 foi descoberto no ano de 2012.

## Órbita
A órbita de 2012 UV177 tem uma excentricidade de 0,074 e possui um semieixo maior de 29,996 UA. O seu periélio leva o mesmo a uma distância de 27,787 UA em relação ao Sol e seu afélio a 32,205 UA.